# Cophixalus ornatus
Espèce
Synonymes
- Austrochaperina ornata Fry, 1912
- Phrynixalus reginae Andersson, 1913

Statut de conservation UICN

 LC  : Préoccupation mineure
Cophixalus ornatus est une espèce d'amphibiens de la famille des Microhylidae.

## Répartition
Cette espèce est endémique de l'Est du Queensland, en Australie. Elle se rencontre entre 330 et 1 100 m d'altitude.

## Description
Cophixalus ornatus mesure environ 20 mm.

## Publications originales
- Andersson, 1913 : Results of Dr. E. Mjöbergs Swedish Scientific Expeditions to Australia 1910-13. 4. Batrachians. Kongliga Svenska Vetenskaps Akademiens Handlingar, Stockholm, vol. 52, p. 1-26 (texte intégral).
- Fry, 1912 : Description of Austrochaperina a new Genus of Engystomatidae from North Australia. Records of the Australian Museum, vol. 9, p. 87-106 (texte intégral).